# رودریگو گونزالوس دی اولیویرا لوپز سیلوا
رودریگو گونزالوس دی اولیویرا لوپز سیلوا (به پرتغالی: Rodrigo Gonçalves de Oliveira Lopes Silva) مهاجم اهل برزیل است که در شهر سائوپائولو و در تاریخ ۱۶ نوامبر ۱۹۸۲ به دنیا آمده‌است.
رودریگو گونزالوس دی اولیویرا لوپز سیلوا در تیم‌های فوتبال Rio Branco PR سابقهٔ حضور دارد.